# Сану, Оливье
Оливье Сану (фр. Olivier Sanou; род. 2 июля 1975 или 2 января 1975, Республика Верхняя Вольта) — легкоатлет из Буркина-Фасо, специалист по прыжкам в высоту и тройным прыжкам. Выступал на профессиональном уровне в 1994—2008 годах, обладатель бронзовой медали Всеафриканских игр, двукратный чемпион Африки, призёр ряда крупных международных турниров, участник двух летних Олимпийских игр.

## Биография
Оливье Сану родился 2 июля 1975 года.
Впервые заявил о себе на международном уровне в сезоне 1994 года, когда вошёл в состав национальной сборной Буркина-Фасо и выступил на юниорском африканском первенстве в Алжире, где в зачёте прыжков в высоту стал пятым.
В 1996 году в той же дисциплине выиграл бронзовую медаль на чемпионате Африки в Яунде. Благодаря череде удачных выступлений удостоился права защищать честь страны на летних Олимпийских играх в Атланте — на предварительном квалификационном этапе прыжков в высоту провалил все три свои попытки 2,10 и в финал не вышел.
В 1997 году стал бронзовым призёром на Играх франкофонов в Антананариву.
На чемпионате Африки 1998 года в Дакаре был четвёртым в прыжках в высоту и в тройных прыжках.
В 1999 году на Всеафриканских играх в Йоханнесбурге занял пятое место в тройном прыжке.
На чемпионате Африки 2000 года в Алжире финишировал пятым в беге на 100 метров и взял бронзу в тройном прыжке.
В 2001 году в тройных прыжках стал четвёртым на Играх франкофонов в Оттаве.
В 2002 году в тройном прыжке одержал победу на Африканских военных играх в Найроби и на чемпионате Африки в Радесе, показал седьмой результат на Кубке мира в Мадриде.
В 2003 году прыгал тройным на чемпионате мира в Париже, завоевал бронзовую награду на Всеафриканских играх в Абудже. На Афроазиатских играх в Хайдарабаде стал седьмым в прыжках в длину и получил серебро в тройных прыжках.
В 2004 году отметился выступлением на чемпионате мира в помещении в Будапеште, превзошёл всех соперников на чемпионате Африки в Браззавиле. Принимал участие в Олимпийских играх в Афинах — на предварительном квалификационном этапе тройного прыжка показал результат 15,67 метра, чего оказалось недостаточно для выхода в финальную стадию соревнований.
Завершил спортивную карьеру по окончании сезона 2008 года.
Приходится старшим братом легкоатлету Идриссе Сану, добившемуся успехов в спринтерском беге.